# Комуникативно действие
В социологията комуникативното действие се разглежда като съвместно действие, предприето от отделни лица въз основа на аргументирано обсъждане помежду им. Терминът е въведен и развит от немския социолог Юрген Хабермас в неговия труд „Теория на комуникативното действие“.

## Конструкции
За Хабермас комуникативното действие е възможно поради способността на човека да мисли и действа рационално. Хабермас ситуира рационалността като способност, присъща на езика, особено под формата на аргументация. „Ние използваме термина аргументация за този тип реч, в която участниците тематизират оспорвани твърдения за валидност и се опитват да ги отстояват или критикуват чрез аргументация.“ :с. 18 Структурите на аргументираната реч, които Хабермас идентифицира като отсъствието на принудителна сила, взаимното търсене на разбирателство и завладяващата сила на по-добрия аргумент, формират ключовите характеристики, чрез които интерсубективната рационалност може да направи комуникацията възможна. Действията, предприети от участниците чрез процес на аргументирана комуникация, отговаряща на описаните характеристики, могат да бъдат оценени като рационални до степента, в която отговарят на тези критерии.
Комуникативната рационалност се отличава от инструменталната, нормативната и драматургичната рационалност по способността си да засяга и трите „свята“, теоретизирани от Хабермас по модела на Карл Попър – субективния, обективния и интерсубективния или социалния. Комуникативната рационалност е саморефлексивна и отворена за диалог, в който участниците в спора могат да се учат от другите и от самите себе си, като разсъждават върху своите допускания и тематизират аспекти от своето културно познание, за да поставят под въпрос предположения, които обикновено остават без съмнение.
Комуникативното действие е действие, основано на този съвещателен процес, при който двама или повече индивиди взаимодействат и координират действията си въз основа на съгласувани интерпретации на ситуацията. :с. 86 Хабермас разграничава комуникативното действие от други форми на действие, като например инструменталното действие – поведение, ориентирано изцяло към постигане на цели, с което се занимава предимно икономиката, като се вземат под внимание всички функции на езика. :с. 95 Това означава, че комуникативното действие има способността да отразява езика, използван за изразяване на пропозиционална истина, нормативна стойност или субективно себеизразяване.

## Социални последици
Голяма част от работата на Хабермас е в отговор на неговите предшественици във Франкфуртската школа. Комуникативната рационалност, например, може да се разглежда като отговор на критиката на разума на просвещението, изразена в Диалектиката на Просвещението на Макс Хоркхаймер и Теодор Адорно . Хоркхаймер и Адорно твърдят, че Просвещението е видяло определен вид рационалност, закрепена като доминираща в западната култура, инструментален разум, който е направил възможно само по-ефективното и безмилостно манипулиране на природата и самите човешки същества. По своята същност критичната теория на Хабермас е предназначена да преоткрие чрез анализа на положителните потенциали за човешката рационалност в средата на езика, възможността за критична форма на разума, която може да доведе до размисъл и изследване не само на обективни въпроси, но и на такива, отнасящи се до социални норми, човешки ценности и дори естетически израз на субективността.
В Структурни изменения на публичността Хабермас загатва за загрижеността си относно аргументацията и този негов фундаментален труд може да се чете ретроспективно като историческо изследване на западноевропейските общества, институционализиращи аспекти на комуникативното действие в политическата и социалната сфера. Хабермас отбелязва възхода на институциите за обществен дебат в края на XVII и XVIII век, особено във Великобритания и Франция. В тези нации методите за обмен на информация и комуникация, въведени от капиталистическите търговци, се адаптират към нови цели и се използват като средство за публично използване на разума. Следователно понятието за комуникативна рационалност в публичната сфера се дължи до голяма степен на формулировката на Имануел Кант за публичното използване на разума в Какво е Просвещението?
Хабермас твърди, че буржоазията, която е участвала в тази зараждаща се публична сфера, е универсализирала онези аспекти на своята класа, които са им позволили да представят публичната сфера като приобщаваща; според него публична сфера, която се основава на принципите на изключителност, изобщо не представлява публична сфера. Фокусът върху основите на демокрацията, установен в този негов труд, се пренася впоследствие в „Теорията на комуникативното действие“, за да установи, че по-голямата демократизация и намаляването на бариерите пред участието в публичния дискурс (някои от които той идентифицира в първата публична сфера на Просвещението) може да отвори вратата към по-отворена форма на социално действие. Преминаването от един по-марксистки фокус върху икономическите основи на дискурса в „Структурната трансформация“ към по-суперструктурен акцент върху езика и комуникацията в „Теорията на комуникативното действие“ се разглежда като свидетелство за прехода на Хабермас към постмарксистка рамка.

## Критики
Хабермас разглежда комуникацията и дебата в публичната сфера като аргументативно меритократични. Според критиците на теориите му идеята на Хабермас за комуникативна рационалност, върху която трябва да се основава комуникативното действие, е илюзорна. Формалните предпоставки за равенство между участниците в спора, например, могат да маскират реалността на неравнопоставен социален капитал. „Няма гаранция, че формално симетричното разпределение на възможностите за избор и използване на речеви действия ще доведе до нещо повече от изява на статуквото.“ Историкът Иън Макнийли, например, противопоставя възгледа на Хабермас с представата на Мишел Фуко за комуникацията като въплъщение на съществуващи властови взаимоотношения: „Юрген Хабермас е поддръжник на един нереалистичен идеал за комуникация без власт... Мишел Фуко коригира този идеализъм, като третира знанието като сила; неговата работа всъщност е изпълнена с прилагането по различни начини на знание за контрол над човешките тела." По подобен начин дискурсивната фикция за консенсус, постигнат чрез рационална аргументация, може да се използва като средство за легитимиране на социално действие във вреда на маргинализирани членове – това е основата на голяма част от феминистките критики на понятията на Хабермас.
Друга радикална критика е тази на Николас Компридис, бивш ученик на Хабермас, който разглежда теорията му като още един опит да бъде постигнат обективен или външен поглед върху нещата, този път чрез локализиране на рационалността в процедурите за постигане на съгласие, независимо от гледната точка на конкретни участници или от средата. Като решение на проблемните аспекти от теоретичната рамка на Хабермас той предлага „разкриващата възможности“ роля на разума.